# Portrait d'Isabella Brant (Rubens)
Le Portrait d'Isabella Brant est un portrait dessiné exécuté à Anvers vers 1621 par l'artiste et diplomate flamand Pierre Paul Rubens (1577–1640).
Le sujet, Isabella Brant (1591-1626), est la première épouse de Rubens, qui a été exécuté certains de ses portraits jusqu'à sa mort prématurée en 1626. Le portrait est dessiné à la craie noire et rouge avec rehauts de blanc sur papier lavis brun.
Le grand détail et l'animation du portrait suggèrent que Rubens avait une grande affection pour sa femme. Le dessin a servi de base à trois portraits à l'huile. La peinture de 1621 de Brant à l'extérieur du portique de la maison familiale a été réalisée par l'élève de Rubens, Antoine van Dyck, comme cadeau d'adieu à son mentor. La similitude frappante entre le portrait et le dessin signifiait que van Dyck aurait eu accès au croquis pour cette œuvre. Le portrait de Cleveland par Rubens, peint entre 1620 et 1625, présente des similitudes telles que les cheveux tirés en arrière et le sourire moqueur (bien qu'il soit quelque peu forcé dans le tableau), mais le modèle est plus incliné vers la gauche. Le portrait des Offices (également par Rubens) a été réalisé peu avant la mort de Brant survenue en juin 1626. Bien que la pose soit similaire, le visage présente des poches en raison de sa maladie,.

## Histoire
Le portrait d'Isabella Brant a été dessiné par Rubens vers 1621, alors qu'elle avait environ 30 ans et était mariée à Rubens depuis 12 ans. Rubens a utilisé la technique dite « aux trois crayons », utilisant de la craie rouge et noire, avec un surélévation blanc sur du papier gris-brun clair. La tête  était esquissée en détail tandis que les yeux avaient été retouchés à la plume et à l'encre noire. Ce dessin, qui est le seul esquissé d'Isabella Brant dans ce médium, a été admiré pendant des siècles comme un bel exemple du portrait de Rubens.
Le dessin intime de Rubens était destiné à capturer la douceur et la vivacité de sa première femme. La tête du modèle est représentée avec une légère inclinaison vers le bas — légèrement tournée vers la gauche et regardant directement l'observateur. Elle porte des boucles d'oreilles pendantes. Ses cheveux et ses traits sont représentés avec soin, tandis que ses vêtements sont représentés sommairement. Son sourire malicieux est encore renforcé par les fossettes de ses joues charnues, qui complètent son regard alerte.

Portraits d'Isabella Brant
Par Antoine van Dyck, c. 1623-1626, National Gallery of Art, Washington DC.
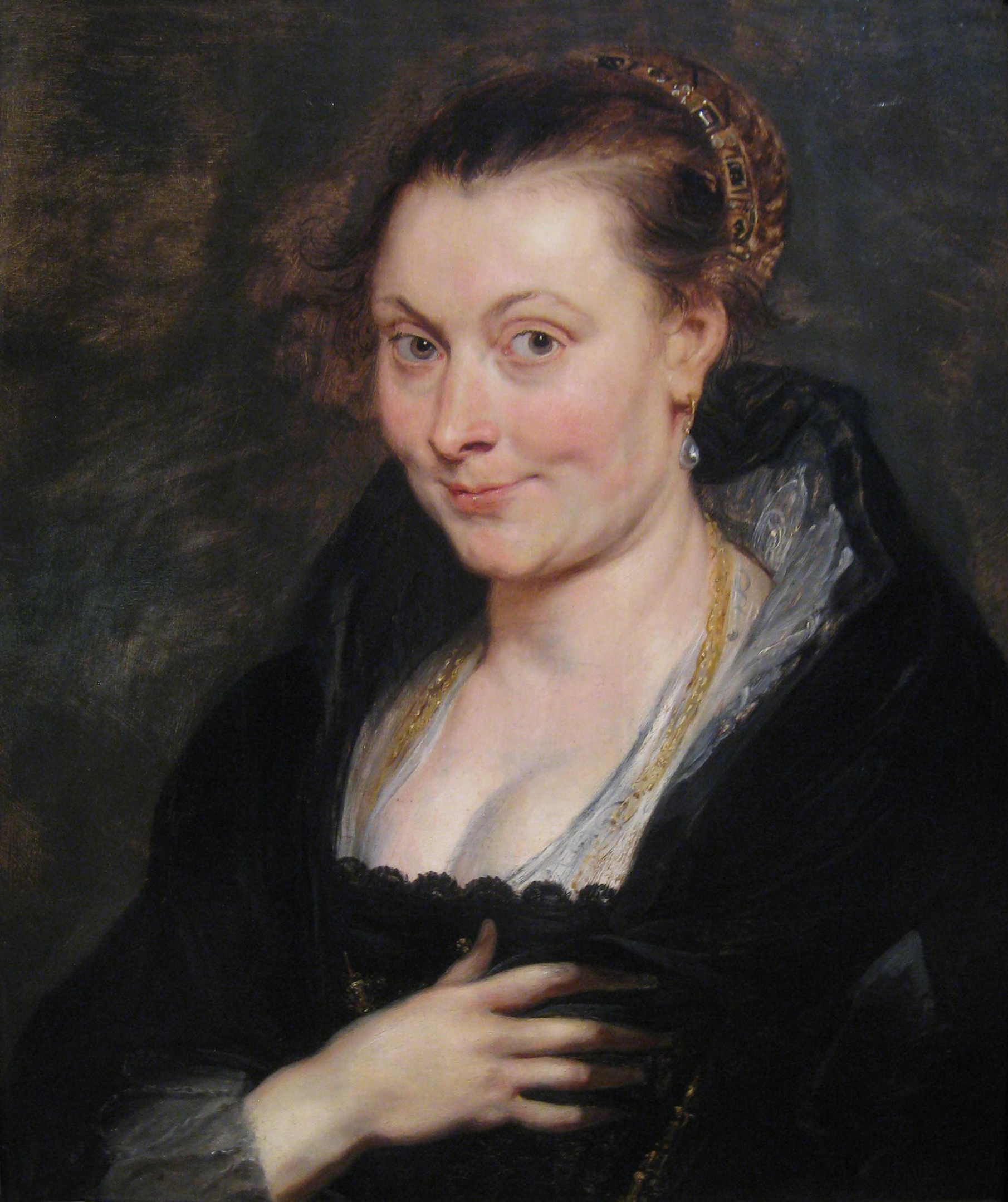
Par Rubens, c. 1620-1625, Cleveland Museum of Art.
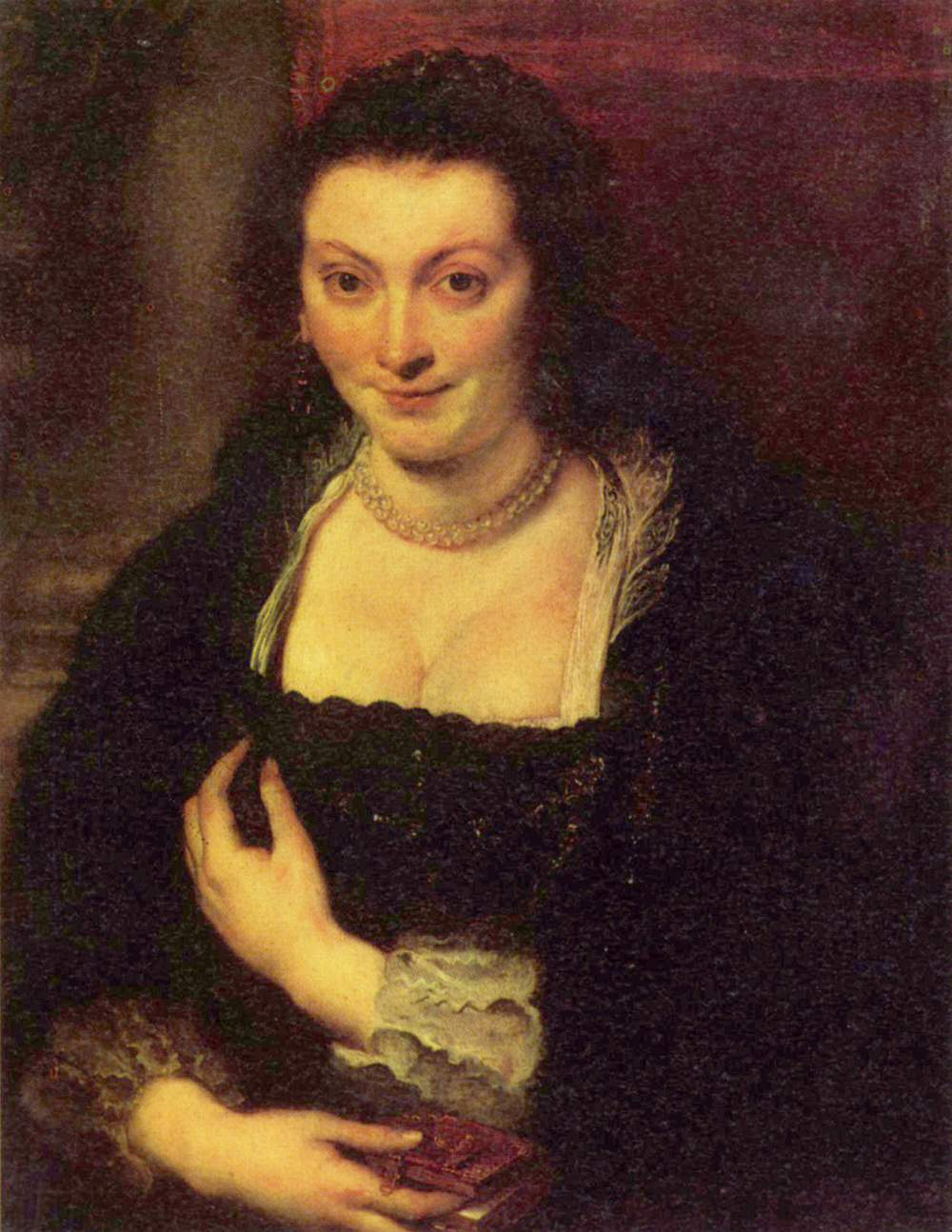
Par Rubens, c. 1625, musée des Offices, Florence.

### Découverte du croquis

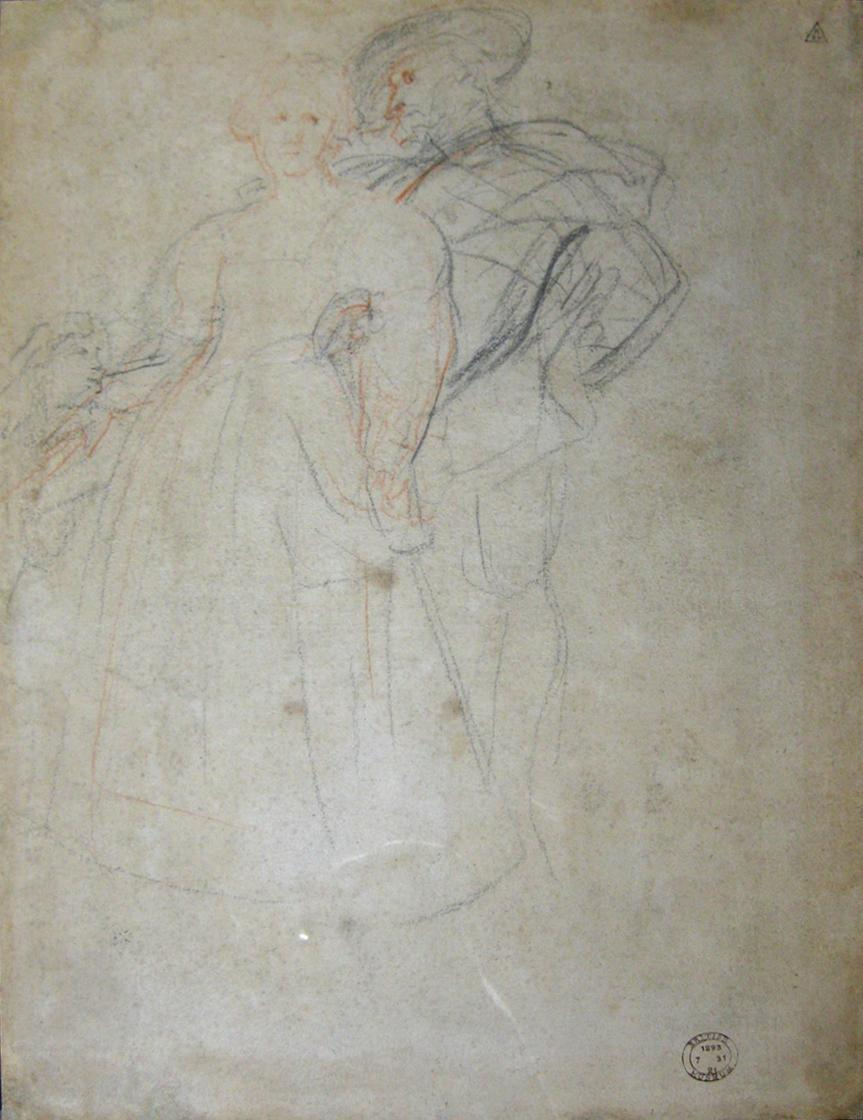
Croquis de Pierre Paul Rubens avec Hélène Fourment et l'enfant, retrouvé au revers du dessin d'Isabella Brant.

En 1964, le dessin est remonté en vue de sa présentation inaugurale à l'exposition Masterpieces of the Print Room de 1965 au British Museum. Le retrait de la monture a révélé un croquis à la craie rouge et noire d'un homme barbu avec un chapeau debout à côté d'une femme et d'un petit enfant. Cette esquisse est à l'envers par rapport à la face avant.
La découverte est publiée pour la première fois par Michael Jaffé dans The Burlington Magazine en 1965 où il date le croquis vers les années 1630 selon la technique naturaliste. Il poursuit en identifiant les personnes du croquis comme étant Rubens avec sa seconde épouse Hélène Fourment et leur enfant. Il suppose aussi que l'esquisse n'aurait pas nécessairement été utilisée comme base pour des portraits contenant des groupements familiaux similaires tels que Rubens et Hélène Fourment dans leur jardin à Munich, ou Rubens et Hélène Fourment et leur fils Peter Paul au Metropolitan Museum of Art, New York. Les opinions variaient également sur la date du croquis et l'âge et le sexe de l'enfant. Anne-Marie Logan a basé son analyse sur le tableau de New York et a suggéré que l'enfant est leur premier-né, Clara Johanna (née en 1632) ou Peter Paul (née en 1637) datant ainsi le croquis vers 1638. L'opinion n'est pas partagée par Hans Vlieghe qui compare la similitude de la pose de Fourment avec celle du portrait de Rubens, Hélène Fourment et Nicolaas Rubens (La Promenade dans le jardin). Vlieghe a soutenu la position de Daughtery selon laquelle l'enfant aurait été Nicolaas Rubens d'après les preuves du portrait du jardin.

## Sources
- Arthur Hind, Catalogue of Drawings by Dutch and Flemish Artists Preserved in the Department of Prints and drawings in the British Museum Volume 2, London, Longmans and Co.; et al.; Printed by order of the Trustees, 1923 (ASIN B000IZ0GG0)
- John Rowlands, Rubens: Drawings and Sketches. Catalogue of an exhibition at the Department of Prints and Drawings in the British Museum, London, British Museum, 1977 (ASIN B002ADJ9I4)
- Julius Held, Rubens – Selected Drawings, London, 2nd, 1986 (ISBN 978-0-7148-2426-0)
- Hans Vlieghe, Portraits of Identified Sitters Painted in Antwerp, vol. XIX, Albertina, Vienna, Harvey Miller Publishers, coll. « Corpus Rubenianum », 1987 (ISBN 978-0-905203-57-7)
- Christopher White, Peter Paul Rubens - Man and Artist, Connecticut, Yale University Press, 1987 (ISBN 978-0-300-03778-4)
- Anne-Marie Logan, Peter Paul Rubens Volume 2004 Part 3, Vienna, Ostfildern-Ruit: Cantz, 2004 (ISBN 978-3-7757-1514-0)
- Anne-Marie Logan, Peter Paul Rubens: The Drawings  (Metropolitan Museum of Art Series), New York, Metropolitan Museum of Art, 2005 (ISBN 978-0-300-10494-3, lire en ligne)